# Cacaturo (Piura)
Cacaturo es un caserío peruano ubicado en el distrito de Las Lomas, perteneciente a la provincia y departamento de Piura, al norte del Perú. 

## Ubicación
Cacaturo se ubica al norte de la provincia de Piura, en el distrito de Las Lomas, en el departamento de Piura.

## Demografía
En 2017 Cacaturo tenía una población de 436 habitantes.
| Gráfica de evolución demográfica de Cacaturo entre 1993 y 2017 |
|                                                                |
| Fuentes: Población 1993 y 2017                                 |